# ジョーダン・デービス
ジョーダン・ザビエル・デービス（Jordan Xavier Davis, 2000年1月12日 - ）は、アメリカ合衆国ノースカロライナ州シャーロット出身のプロアメリカンフットボール選手。NFLのフィラデルフィア・イーグルスに所属している。ポジションはディフェンシブタックル。

## 経歴

### カレッジ
ジョージア大学に進学し、主力として活躍。4年目の2021年にはチームとして42年ぶりとなるCFPナショナルチャンピオンシップ優勝に貢献した。このシーズン終了後、2022年のNFLドラフトにエントリーした。

### フィラデルフィア・イーグルス
| 6 ft 6+3⁄8 in (199 cm)      | 341 lb (155 kg) | 34 in (86 cm) | 10+3⁄4 in (27 cm) | 4.78 s | 1.63 s | 2.74 s | 32.0 in (81 cm) | 10 ft 3 in (3.12 m) |
| All values from NFL Combine |                 |               |                   |        |        |        |                 |                     |

ドラフト前に行われたコンバインの40ヤード走では4.78秒を記録。体重300ポンド以上の選手が40ヤード走で5秒以下を記録したのは史上3例目だった。
ドラフト全体13位でフィラデルフィア・イーグルスから指名された。その後、2022年5月6日に4年総額1700万ドルのルーキー契約を結んだ。
2025年4月30日、チームから5年目の契約オプションを行使された。